# John Lydgate

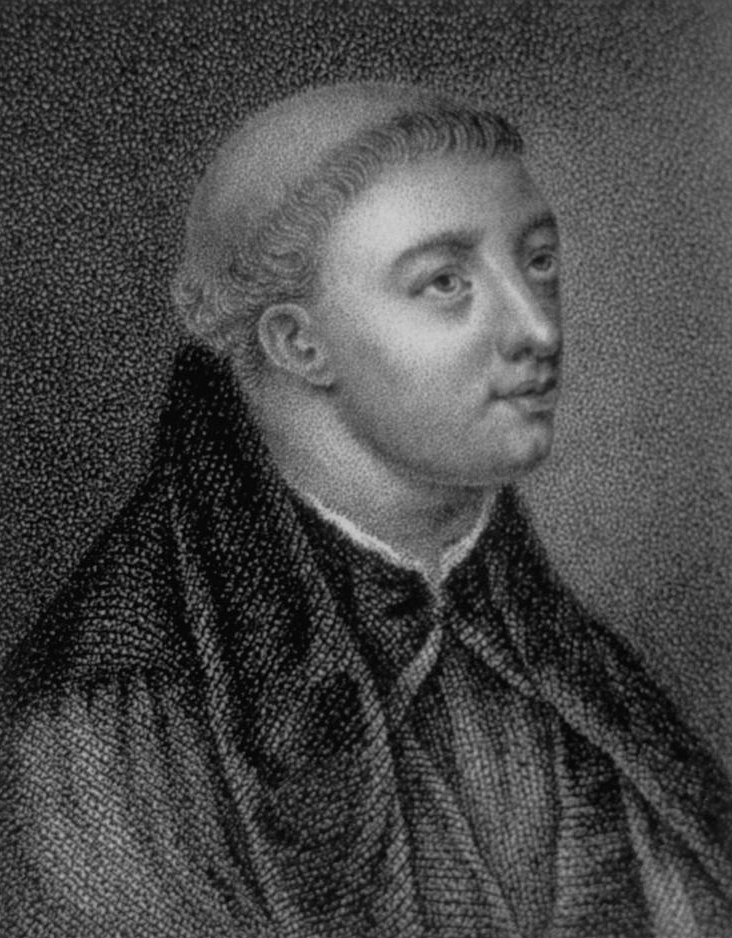
Retrato moderno de John Lydgate, publicado na obra "A vida de personagens eminentes e notáveis dos condados de Essex, Suffolk e Norfolk" (1820).

John Lydgate de Bury (c. 1370 - c. 1451) foi um monge e poeta, nascido em Lidgate, perto de Haverhill, Suffolk, Inglaterra.
A produção poética de Lydgate é prodigiosa, totalizando, em uma contagem conservadora, cerca de 145 000 linhas. Ele promoveu e avançou todos os principais gêneros explorados por Geoffrey Chaucer, exceto aqueles que eram manifestamente inadequados à sua posição como religioso. No Livro de Tróia (30 117 linhas), uma tradução ampliada das lendas do século XIII em torno de Tróia, do escritor latino Guido delle Colonne, ele se moveu deliberadamente para além do Conto do Cavaleiro de Chaucer, e de seu Troilo, escrevendo assim um épico em grande escala.
O Cerco de Tebas (4 716 linhas) é uma excursão mais curta no mesmo gênero de de cavalaria épica. O Conto do Monge, um breve catálogo das vicissitudes da Fortuna, precede a maciça obra de Lydgate A queda dos príncipes (36 365 linhas), que também é derivada, embora não diretamente, da obra Sobre os destinos dos homens famosos, de Boccaccio.
O conto do homem da lei, com sua elaboração retórica do que é essencialmente a lenda de um santo, é o modelo para as lendas de São Edmundo (3 693 linhas) e São Albano (4 734 linhas), ambos patronos monásticos locais, bem como para biografias mais curtas de outros santos, embora não para a Vida de Nossa Senhora, mais rica e mais genuína (5 932 linhas).

## Biografia

### Infância e educação
Lydgate foi admitido no mosteiro beneditino da Abadia de Bury St Edmunds em 1382, fez votos de noviço logo depois e foi ordenado como um subdiácono em 1389. Segundo uma carta de Henrique V, Lydgate era um estudante da Universidade de Oxford, provavelmente Gloucester College, entre 1406 e 1408. Foi durante esse período que Lydgate escreveu seu trabalho inicial, Fábulas de Esopo.

### Carreira

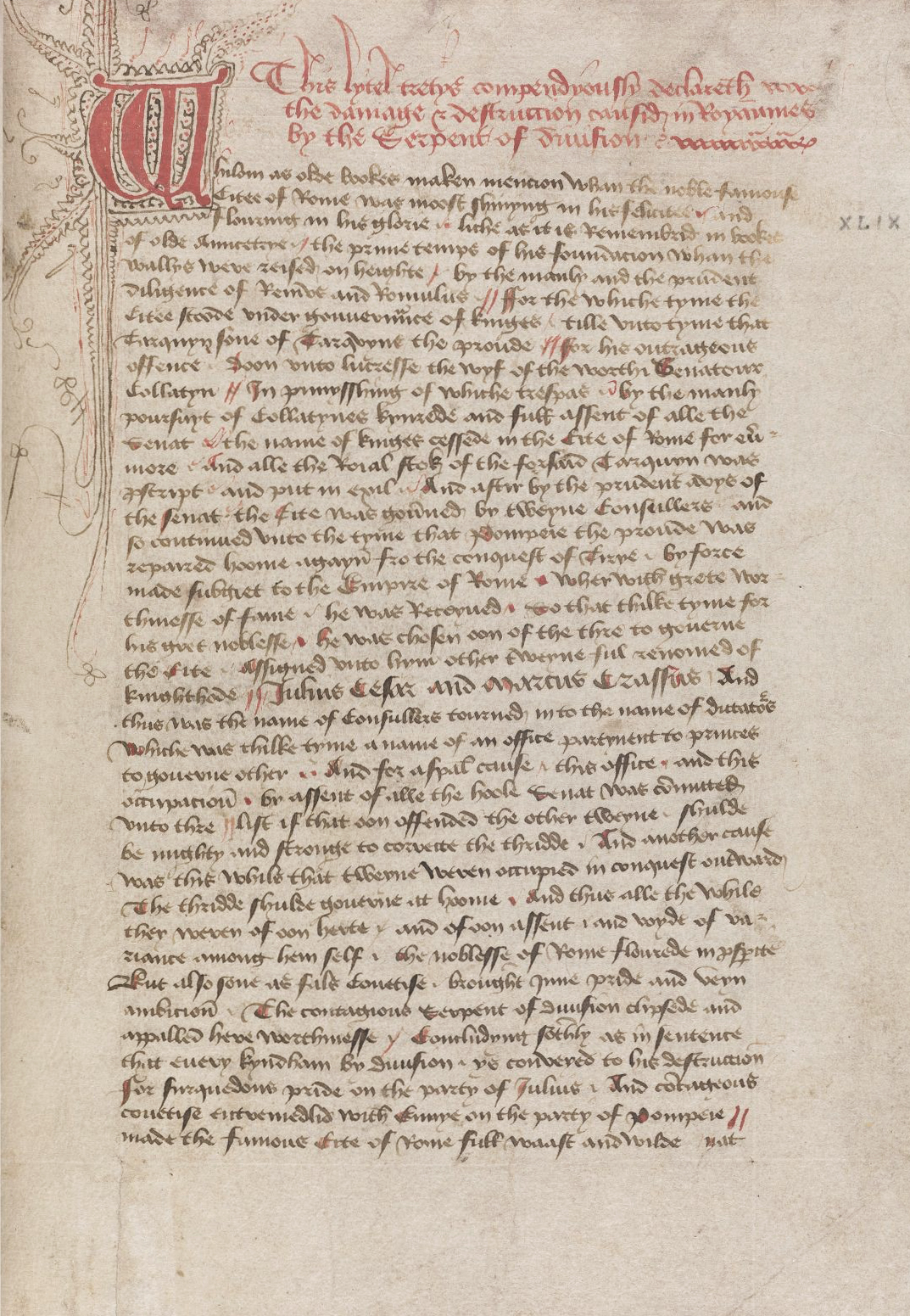
Manuscrito: "Dano e destruição em reinos", ca. 1450, por John Lydgate

Tendo ambições literárias (ele era um admirador de Geoffrey Chaucer e um amigo de seu filho, Thomas) ele procurou e obteve patrocínio para sua obra literária nas cortes de Henrique IV da Inglaterra, Henrique V da Inglaterra e Henrique VI da Inglaterra . Seus patronos incluíam, entre muitos outros, o prefeito e aldermen de Londres; Richard de Beauchamp, 13º Visconde de Warwick; Henrique V; e Henrique VI. Seu principal mecenas a partir de 1422 foi Humberto, Duque de Gloucester .
Em 1423 Lydgate foi feito prior de Hatfield Broad Oak, em Essex . Ele logo renunciou ao cargo para se concentrar em suas viagens e atividade literária. Ele foi um escritor prolífico de poemas, alegorias, fábulas e romances. Suas obras mais famosas foram seu mais longo e mais moralista Livro de Troia (1412-1420), uma tradução de 30.000 linhas da narrativa da prosa latina de Guido delle Colonne, Historia destructionis Troiae; o Cerco de Tebas, que foi traduzido do livro Romance de Tebas; e a A queda dos príncipes (1431-1438). Esta, é a última e mais longa obra de Lydgate.
De seus poemas mais acessíveis, a maioria foi escrita na primeira década do século XV em forma chauceriana.
Seus poemas curtos tendem a ser os melhores; à medida que envelhecia, seus poemas tornaram-se progressivamente mais longos, e é em sua poesia posterior  que se baseia a dura caracterização de Joseph Ritson: "Um monge volumoso, prosaico e falador". Da mesma forma, um historiador do século XX descreveu a poesia de Lydgate como "banal".
Por muito tempo o longo poema alegórico A Assembléia dos Deuses foi atribuído a ele, mas o trabalho é agora considerado anônimo. Acreditava-se também que Lydgate teria escrito London Lickpenny, um conhecido trabalho satírico; no entanto, sua autoria desta peça foi totalmente desacreditada. Ele também traduziu poemas de Guillaume de Deguileville para o inglês.
Em seus últimos anos, ele viveu e provavelmente morreu no mosteiro de Bury St. Edmunds . Em algum momento de sua vida, ele retornou à vila de seu nascimento e adicionou sua assinatura e uma mensagem codificada à inscrição em uma parede da Igreja de Santa Maria, em Lidgate.